# سودومیریتسه و تابورا
سودومیریتسه و تابورا (به چکی: Sudoměřice u Tábora) یک منطقهٔ مسکونی در جمهوری چک است که در منطقه تابور واقع شده‌است. سودومیریتسه و تابورا ۳٫۴۱ کیلومتر مربع مساحت و ۲۸۸ نفر جمعیت دارد و ۵۲۵ متر بالاتر از سطح دریا واقع شده‌است.